# Juan de Lanuza y Urrea
Juan de Lanuza y Urrea, apodado el Joven o el Mozo (1564 - Zaragoza, 20 de diciembre de 1591), fue un Justicia de Aragón.

## Biografía
Hijo de Juan de Lanuza y Perellós, predecesor en el cargo, y Catalina de Urrea, nació en 1564 en Zaragoza.
Contaba con unos 27 años cuando tomó posesión del cargo de Justicia de Aragón el 22 de septiembre de 1591, al morir su padre.

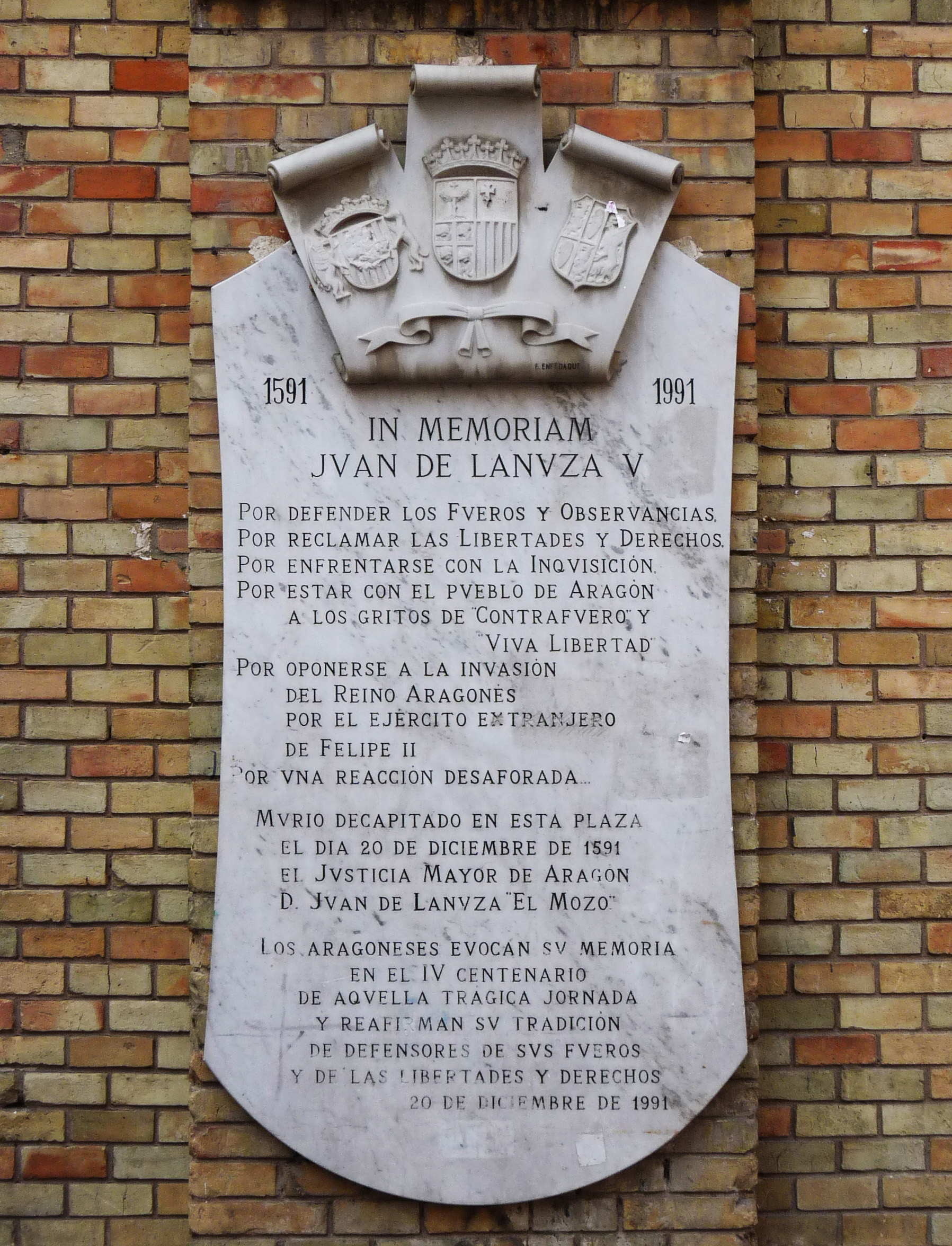
Placa en recuerdo de Juan de Lanuza en Zaragoza.

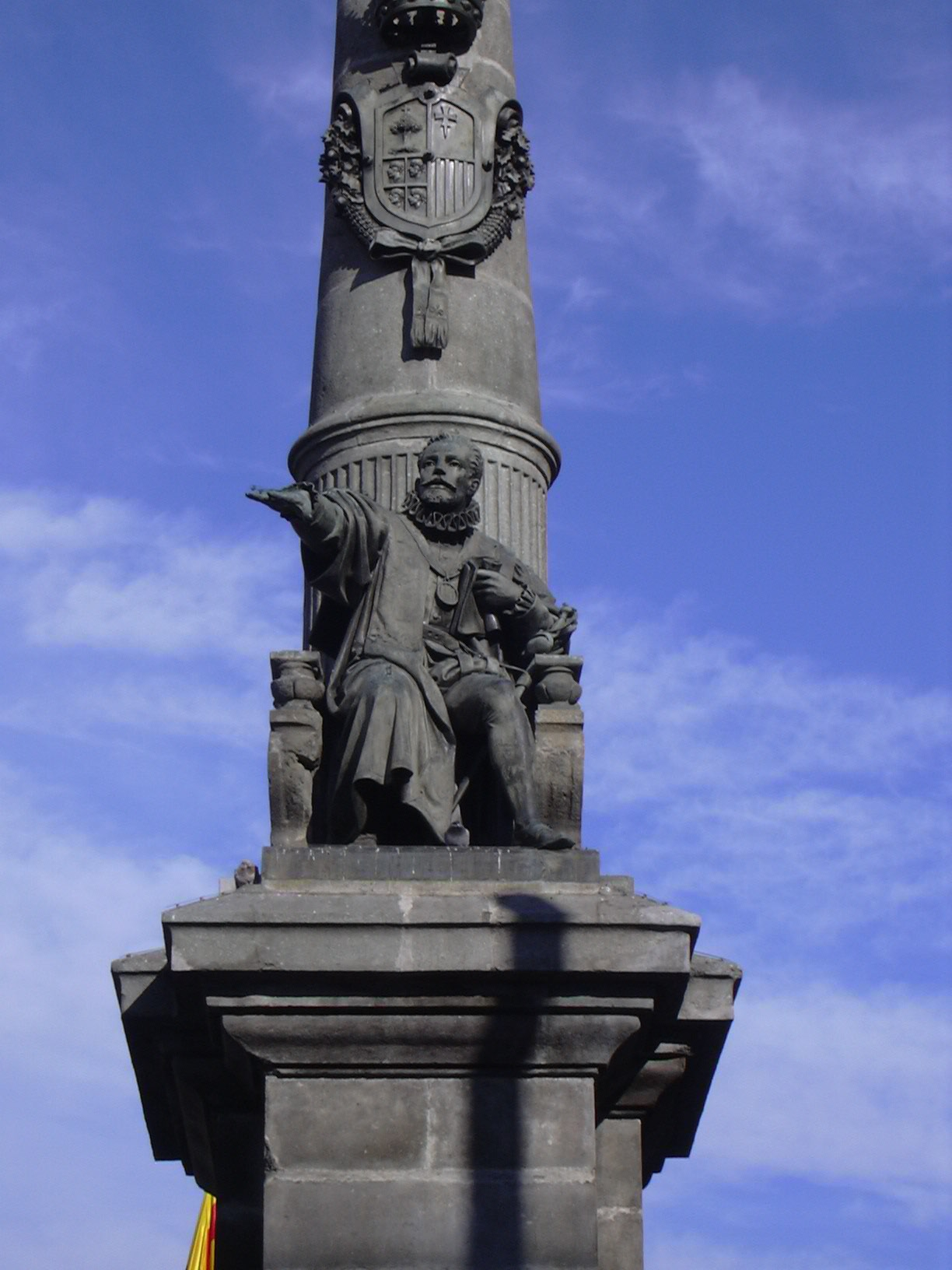
Monumento al Justiciazgo (1904) en la plaza de Aragón de Zaragoza, obra de Félix Navarro.

Del mandato de su padre heredó el problema de las Alteraciones de Aragón –culminación de una serie de desencuentros crecientes entre las instituciones aragonesas y el absolutismo real– durante las cuales Antonio Pérez, exsecretario de Felipe II (I de Aragón), caído en desgracia del rey en circunstancias aún hoy no aclaradas completamente –se le acusó entre otras cosas del asesinato de Escobedo, secretario de Juan de Austria– por su condición juridíca de aragonés se acogió al derecho de Manifestación de los Fueros de Aragón que le permitían ponerse bajo la protección del Justicia, en la cárcel del justiciazgo, donde no podía ser maltratado ni sometido a tortura, en tanto se le sustanciaba un proceso con garantías jurídicas.
Para eludir el obstáculo legal, el rey recurrió a denunciarlo como hereje ante la Inquisición, ante cuya jurisdicción no tenían efecto las garantías de la ley aragonesa. Al intentar trasladarlo desde la cárcel de manifestados a la de la Inquisición estallaron en Zaragoza violentos disturbios, ante lo que para muchos era una burda maniobra de Felipe para burlar las leyes aragonesas, y hubo de suspenderse el traslado. 
El 24 de septiembre de 1591 tuvo lugar un segundo intento, con nuevos disturbios en medio de los cuales Antonio Pérez logró escapar refugiándose en Francia.
Ello provocó la rabia y cólera del rey, quien mandó contra Aragón una tropa de entre 10 000 y 14 000 soldados castellanos, mandada por Alonso de Vargas, que cruzó la frontera el 8 de noviembre de 1591.
Lanuza declaró contrafuero el envío de dicha tropa y se puso al frente de una tropa de unos 2000 soldados aragoneses.
Ambas fuerzas se encontraron en Utebo el 12 de noviembre de 1591; la aragonesa se dispersó ante la superioridad del enemigo y la hueste castellana entró en Zaragoza sin resistencia.
Lanuza, después de un mes refugiado en Épila, tomó la decisión inconsciente de volver a la capital aragonesa, donde fue detenido el 19 de diciembre de 1591. Fue retenido en las mazmorras del Palacio de Torrellas para ser ajusticiado. Palacio, ya desaparecido, que perteneciera a Gabriel Sánchez y cuyas mazmorras, que sí se conservan en la actualidad, se encuentran enclavadas el actual pasaje del Ciclón.
Sin juicio previo y contra el criterio del propio Alonso de Vargas fue ejecutado por orden personal de Felipe II el 20 de diciembre de 1591, 89 días después de jurar su cargo. El método de ejecución elegido fue por degüello, con posterior separación de la cabeza.

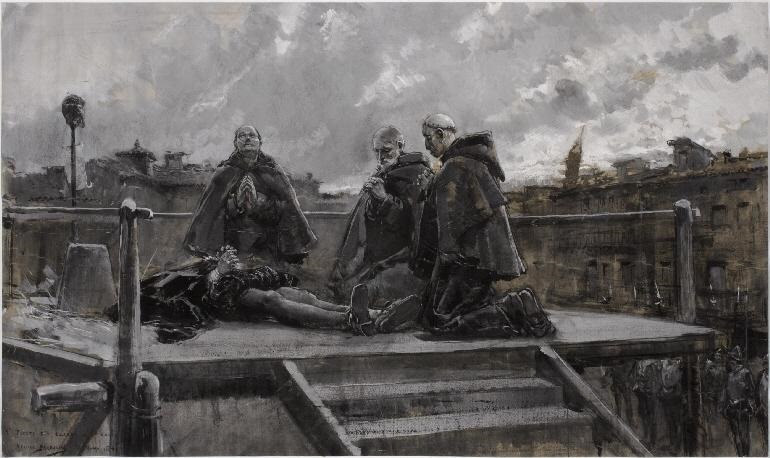
La ejecución de Juan de Lanuza, justicia de Aragón, 1891, de Mariano Barbasán, conservado en el Museo de Zaragoza.

## Conmemoración
En conmemoración de aquel hecho, la ciudad de Zaragoza levantó en el centro de la ciudad (plaza de Aragón) un monumento al Justiciazgo, el 22 de octubre de 1904, obra de Félix Navarro. En él está inscrito el lema "Justicia, ley suprema".
En una fachada del Mercado Central de Zaragoza, que hoy ocupa la plaza en la que el Justicia fue ejecutado, existe una placa  en conmemoración del 400.º aniversario de su muerte, colocada el 20 de diciembre de 1991.